# Кальтаджіроне
Кальтаджіроне (італ. Caltagirone, сиц. Caltaggiruni) — муніципалітет в Італії, у регіоні Сицилія,  метрополійне місто Катанія.
Кальтаджіроне розташоване на відстані близько 550 км на південь від Рима, 145 км на південний схід від Палермо, 60 км на південний захід від Катанії.
Населення — 38 828 осіб (2014).

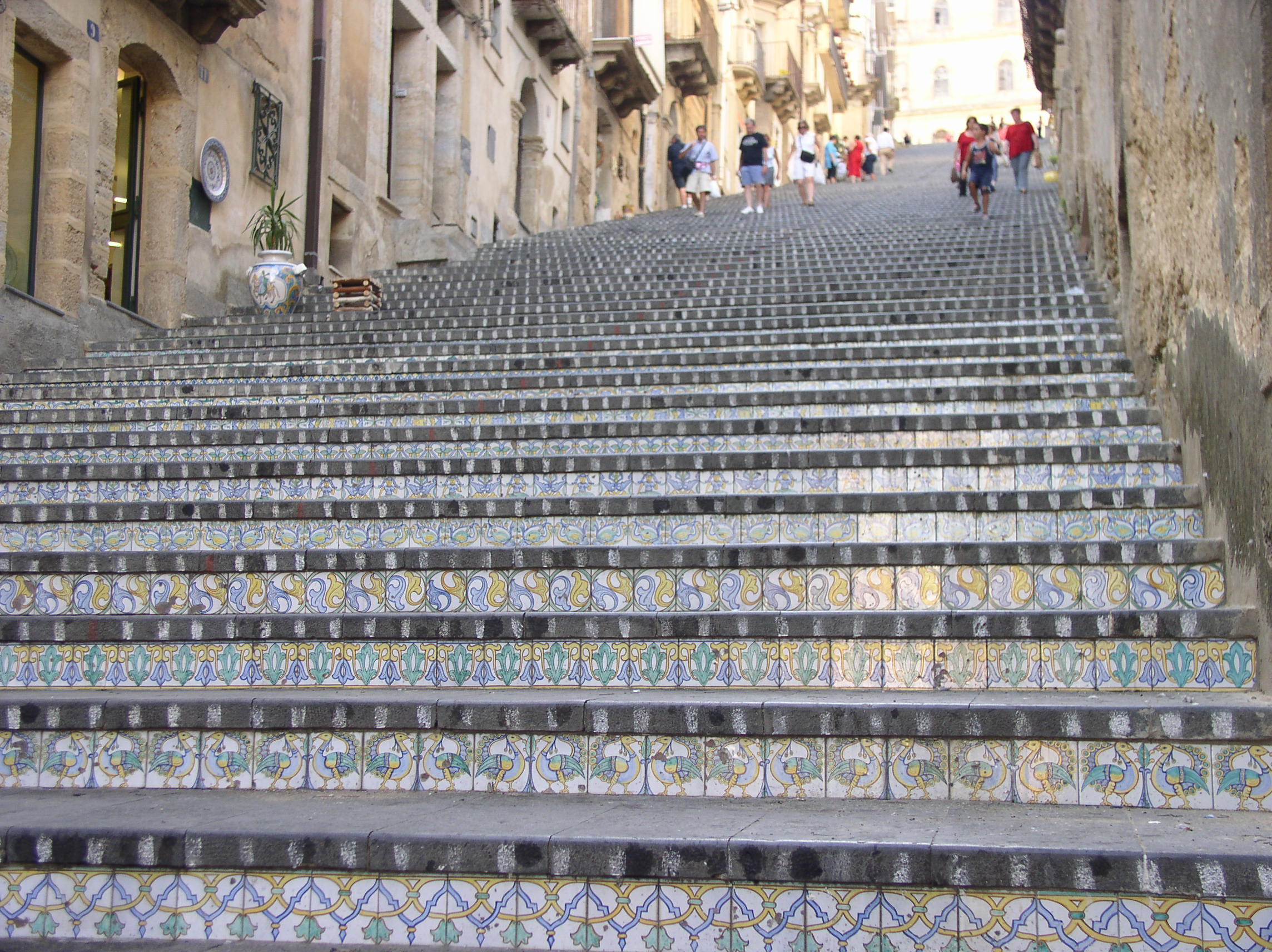

Щорічний фестиваль відбувається 25 липня. Покровитель — Giacomo il Maggiore.

## Демографія
Населення за роками:

Станом на 1 січня 2023 року в муніципалітеті офіційно проживав 1341 іноземець з 60 країн, серед них 346 громадян країн Євросоюзу та 38 громадян України.

## Клімат
| CALTAGIRONE      | Місяці | Місяці | Місяці | Місяці | Місяці | Місяці | Місяці | Місяці | Місяці | Місяці | Місяці | Місяці | Пора | Пора | Пора | Пора | Рік  |
| CALTAGIRONE      | Січ    | Лют    | Бер    | Кві    | Тра    | Чер    | Лип    | Сер    | Вер    | Жов    | Лис    | Гру    | Зим  | Вес  | Літ  | Осі  | Рік  |
| ---------------- | ------ | ------ | ------ | ------ | ------ | ------ | ------ | ------ | ------ | ------ | ------ | ------ | ---- | ---- | ---- | ---- | ---- |
| Темп. макс. (°C) | 11.1   | 12.1   | 14.4   | 16.7   | 21.8   | 27.3   | 30.4   | 30.4   | 26.6   | 21.1   | 16.5   | 12.9   | 12   | 17.6 | 29.4 | 21.4 | 20.1 |
| Темп. мін. (°C)  | 5.3    | 5.3    | 6.7    | 8.8    | 12.7   | 17.2   | 20.0   | 20.4   | 17.6   | 13.8   | 10.3   | 7.0    | 5.9  | 9.4  | 19.2 | 13.9 | 12.1 |

## Уродженці
- Луїджі Маскара (*1979) — італійський футболіст, нападник, згодом — футбольний тренер.

## Сусідні муніципалітети
- Акате
- Джела
- Граммікеле
- Лікодія-Еубеа
- Маццарино
- Маццарроне
- Мінео
- Мірабелла-Імбаккарі
- Нішемі
- П'яцца-Армерина
- Сан-Мікеле-ді-Ганцарія